# The Pimple
The Pimple (englisch für Der Pickel) ist ein kleiner, kegelförmiger und 3215 m hoher Berggipfel im ostantarktischen Viktorialand. In der Royal Society Range ragt er auf halbem Weg zwischen Mount Lister und dem Camels Hump auf.
Teilnehmer der Discovery-Expedition (1901–1904) unter der Leitung des britischen Polarforschers Robert Falcon Scott entdeckten ihn und benannten ihn deskriptiv nach seiner Erscheinung.